# Kalikst I
Kalikst I (łac. Callixtus, zm. w 222 w Rzymie) – męczennik i święty Kościoła katolickiego, 16. papież w latach 217–222.

## Życiorys
Prawdopodobnie był niewolnikiem Karpofora, który zlecił mu prowadzenie banku. Kalikst nie miał jednak zdolności w tym kierunku i doprowadził interes do bankructwa, za co został wtrącony do więzienia. Wierzyciele jednak doprowadzili do jego uwolnienia mając nadzieję na odzyskanie pieniędzy.
Niedługo potem oskarżony o wywołanie awantury w synagodze został zesłany do pracy w kopalni na Sardynii. Gdy z tego więzienia uwalniano chrześcijan wskazanych przez papieża Wiktora I, Kalikst zmusił zarządcę kopalni do uwolnienia go, mimo iż nie był na liście. Przez parę lat przebywał na prowincji, gdzie pobierał miesięczną pensję. Następnie św. Zefiryn wezwał go do Rzymu i uczynił archidiakonem, swoim doradcą i zarządcą cmentarza zwanego dziś katakumbami św. Kaliksta. Po śmierci Zefiryna został wybrany jego następcą. Tego wyboru nie uznał św. Hipolit – znany pisarz chrześcijański, który został wtedy również przez mniejszość wybrany papieżem i przez to stał się pierwszym antypapieżem.
Wykluczył z Kościoła biskupa Libii Sabeliusza za modalizm. Hipolitowi zarzucał dyteizm.
Pozwolił na odpuszczanie grzechów ciężkich np. cudzołóstwa, morderstwa, bałwochwalstwa po wyrażeniu żalu za grzechy. Uznawał ważność małżeństwa między wolną kobietą a niewolnikiem (prawo państwowe tego zabraniało). Pozwalał także na ponowne przyjęcie do Kościoła konwertytów schizmatyckich bez odbycia pokuty. Za te decyzje był atakowany przez rygorystów, do których należeli m.in. wspomniany antypapież Hipolit i Tertulian. To właśnie z ich pism polemicznych pochodzi większość informacji o Kalikście, gdyż jego własne pisma nie zachowały się do dziś.
Najprawdopodobniej zginął w zamieszkach na Zatybrzu, a nie śmiercią męczeńską, jak głoszą wczesne legendy, gdyż panujący wówczas cesarz Aleksander Sewer był życzliwy chrześcijanom. Wymieniany jest w Depositio martyrum.
Zbudował sławne katakumby przy via Appia, gdzie pochowano 8 papieży i około 500 000 chrześcijan. Według literatury hagiograficznej sam został pochowany na cmentarzu Kalepodiusza przy Via Aurelia. Jego relikwie miał przenieść papież św. Grzegorz III (731–741) do kościoła Matki Bożej na Zatybrzu, który prawdopodobnie wybudował.
Kalikst jest czczony jako męczennik w Todi (Włochy).
Wspomnienie liturgiczne przypada na 14 października.